# غرين هيل زون
غرين هيل زون (بالإنجليزية: Green Hill Zone‎؛ باليابانية: グリーンヒルゾーン) هي المرحلة الأولى من لعبة منصات القنفذ سونيك، والتي صدرت لميجا درايف في عام 1991. المرحلة عبارة عن تلال الخضراء بيئية خلابة وأشجار النخيل والحلقات للدوران والمنحدرات، وهي موطن للعديد من حيوانات الغابة. مثل المراحل الأخرى للعبة، يتكون غرين هيل زون من ثلاث مهمات المهمتين الأولى والثانية هي الوصول للهدف والمهمة الثالثة مواجهة د. إغمان وتحطيم عربته قبل الانتقال إلى المستوى الثاني ماربل زون. صمم المرحلة هيروكازو ياسوهارا ولحنها ماساتو ناكامورا.
تعتبر غرين هيل زون كلاسيكية في كل من سلسلة القنفذ سونيك وفي ألعاب الفيديو بشكل عام. كما تلقى المستوى وموسيقاها آراء إيجابية من النقاد. لقد ظهرت في ألعاب أخرى مثل سونيك أدفنشر 2 وسوبر سماش برذرز براول وسونيك جينيريشنز وسونيك مينيا وسونيك فورسز.